# Кривенков, Леонтий Александрович
Лео́нтий Алекса́ндрович Кривенко́в (1925—1968) — лётчик Липецкого авиагарнизона, военный штурман, подполковник.

## Биография
Л. А. Кривенков родился 3 ноября 1925 года в селе Зеленцово Вачского района Нижегородской губернии. После окончания средней школы в 1942 году поступил в 5-ю спецшколу ВВС. В 1943—1946 обучался в Чкаловском военном авиационном училище лётчиков, в 1954—1960 — в Военно-политической академии имени В. И. Ленина.
В Липецком авиагарнизоне военный штурман 1-го класса, подполковник Л. А. Кривенков проходил службу в качестве заместителя командира смешанного инструкторского авиационного полка. Избирался депутатом Липецкого городского Совета депутатов.
17 декабря 1968 года в небе над Липецком разыгралась трагедия. Экипаж сверхзвукового бомбардировщика Як-28 в составе пилота Сергея Шерстобитова и штурмана Леонтия Кривенкова выполнял тренировочный полёт. Неожиданно у полностью заправленного и начиненного боеприпасами самолёта загорелся левый двигатель. После устранения пожара необходимо было совершать экстренную посадку, заходя со стороны Липецка. Но за несколько километров до взлётно-посадочной полосы прямо над городом вышел из строя уже правый двигатель. Ценой своей жизни лётчики сумели отвести падающий самолёт от жилых зданий, заставив его рухнуть на пустыре.

## Награды
Указом Президиума Верховного Совета СССР от 26 мая 1969 года за мужество и самоотверженность, проявленные при исполнении воинского долга, подполковник Л. А. Кривенков посмертно награждён орденом Красного Знамени.
Ранее награждён орденом Красной Звезды, медалями.

## Память
- 17 декабря 1991 года в Липецке образована улица Кривенкова.
- На месте гибели лётчиков на площади у дворца спорта «Звёздный» установлен памятный камень.
- 18 июля 2003 года на площади Авиаторов в Липецке рядом с памятником героям-авиаторам установлены скульптуры погибших лётчиков Л. А. Кривенкова и С. М. Шерстобитова (скульпторы И. М. Мазур и Ю. Д. Гришко, архитекторы В. Н. Павлов и Л. А. Павлова).